# كالفين هيل
كالفين هيل (بالإنجليزية: Calvin Hill)‏ هو لاعب كرة قدم أمريكية أمريكي، ولد في 2 يناير 1947 في بالتيمور في الولايات المتحدة.

## وصلات خارجية
- كالفين هيل على موقع مرجع كرة القدم المحترفة.كوم (الإنجليزية)
- كالفين هيل على موقع IMDb (الإنجليزية)